# Заря (Оловяннинский район)
Заря — село в Оловяннинском районе Забайкальского края России. Входит в состав сельского поселения «Единенское».

## География
Село находится в северо-западной части района, на правом берегу реки Улятуй (правый приток Онона), на расстоянии примерно 39 километров (по прямой) к северо-востоку от посёлка городского типа Оловянная. Абсолютная высота — 626 метров над уровнем моря.
Климат
Климат характеризуется как резко континентальный, с большими колебаниями средних температур зимних и летних месяцев, а также резкими колебаниями температур в течение одних суток. Среднегодовая температура воздуха составляет −1,4 °С. Абсолютный максимум температуры воздуха — 39,2 °С; абсолютный минимум — −45,5 °С. Среднегодовое количество осадков — 342 мм.
Часовой пояс
Село Заря находится в часовой зоне МСК+6. Смещение применяемого времени относительно UTC составляет +9:00.

## История
Основано в 1950 году.

## Население
| 1989 | 2002 | 2010 | 2021 |
| ---- | ---- | ---- | ---- |
| 224  | ↘129 | ↘76  | ↘61  |

Половой состав
По данным Всероссийской переписи населения 2010 года в гендерной структуре населения мужчины составляли 55,3 %, женщины — соответственно 44,7 %.
Национальный состав
Согласно результатам переписи 2002 года, в национальной структуре населения русские составляли 81 % из 129 чел.

## Инфраструктура
Действуют клуб и фельдшерский пункт.

## Улицы
Уличная сеть села состоит из трёх улиц.